# Labopidea pallida
Labopidea pallida är en insektsart som beskrevs av Knight 1928. Labopidea pallida ingår i släktet Labopidea och familjen ängsskinnbaggar. Inga underarter finns listade i Catalogue of Life.